# Theridion lamperti
Theridion lamperti är en spindelart som beskrevs av Embrik Strand 1906. Theridion lamperti ingår i släktet Theridion och familjen klotspindlar.
Artens utbredningsområde är Etiopien. Inga underarter finns listade i Catalogue of Life.